# Karol Szulc
Karol Szulc (ur. 11 sierpnia 1839 w Śremie, zm. 18 lipca 1907 w Poznaniu) – działacz polonijny w Brazylii, publicysta i księgarz.

## Życiorys
Urodził się 11 sierpnia 1839 roku w Śremie. Był uczestnikiem powstania styczniowego. W 1884 wyjechał do Brazylii, osiadając w Kurytybie w stanie Parana. Około roku 1890 założył pierwsze polskie księgarnię i drukarnię w Brazylii. Wydawał „Gazetę Polską w Brazylii”. W 1893 opublikował Elementarz Hieronima Durskiego. W 1895 roku wrócił do Poznania. Zmarł 18 lipca 1907 roku.